# Ирара
Ирара (порт. Irará)  —  муниципалитет в Бразилии, входит в штат Баия. Составная часть мезорегиона Северо-центральная часть штата Баия. Входит в экономико-статистический микрорегион Фейра-ди-Сантана. Население составляет 26 107 человек на 2006 год. Занимает площадь 239,659 км². Плотность населения — 108,9 чел./км².
Праздник города —  8 августа.

## История
Город основан 27 мая 1842 года.

## Статистика
- Валовой внутренний продукт на 2003 год составляет 48 564 798,00 реалов (данные: Бразильский институт географии и статистики).
- Валовой внутренний продукт на душу населения на 2003 год составляет 1891,67 реал (данные: Бразильский институт географии и статистики).
- Индекс развития человеческого потенциала на 2000 год составляет 0,647 (данные: Программа развития ООН).